# Kig
Kig es un programa de KDE usado como software de geometría interactiva. Cuenta con código realizado en Python además de que permite utilizar los macros de construcciones existentes.
Se considera un reemplazo a programas libres tales como KGeo, KSeg, Dr. Geo y programas comerciales como Cabri.